# Alpha Chi Sigma
L'Alpha Chi Sigma (ΑΧΣ) est une association professionnelle à but non lucratif (« greek letter fraternity ») destinée à promouvoir les liens de toute nature dans le domaine de la chimie. Elle revendique soixante dix mille membres aux États-Unis.

## Buts, obligations des membres
L'association a trois objectifs :
1. rapprocher ses membres ;
2. promouvoir l'avancement de la chimie comme science et activité professionnelle ;
3. porter assistance à ses membres.

Les membres de l'association ont cinq obligations :
1. promouvoir les objectifs de l'association ;
2. être à jour de leurs cotisations ;
3. agir de manière irréprochable ;
4. remplir avec enthousiasme les obligations générées par l'association ;
5. maintenir un niveau scientifique aussi satisfaisant que possible.

## Histoire
L'association a été fondée en 1912 par un groupe d'étudiants de l'université du Wisconsin à Madison dont les noms sont :
- Raymond Tracy Conger
- Harold Everett Eggers
- Joseph Gerard Holty
- Alfred Emil Kundert
- Joseph Howard Mathews
- Edward Gustav Mattke
- Bart Eldred McCormick
- Frank Joseph Petura
- James Chisholm Silverthorn

## Blason
Les sept symboles du blason sont ceux de l'histoire ancienne. Chacun d'entre eux correspond à un dieu ou une planète et à un jour de la semaine.
| Métal              | Or         | Argent    | Fer   | Mercure  | Étain   | Cuivre   | Plomb   |
| Dieu/objet céleste | Sol/Soleil | Luna/Lune | Mars  | Mercure  | Jupiter | Vénus    | Saturne |
| Jour de la semaine | dimanche   | lundi     | mardi | mercredi | jeudi   | vendredi | Samedi  |

## Chapitres et groupes
L'association comporte deux types d'assemblées : les chapitres et les groupes.
| - Groupe d'Atlanta - Groupe Bluegrass - Chapitre de Chicago - Groupe de Cincinnati - Chapitre de la vallée du Delaware - Groupe de Detroit - Groupe d'Indianapolis - Chapitre de Kansas City - Groupe de Las Vegas - Chapitre de Los Angeles | - Groupe du Missouri central - Groupe de Floride du nord - Groupe Northstar - Groupe de Pittsburgh - Chapitre de Research Triangle Park - Groupe de la Virginie du sud-ouest - Chapitre de St. Louis - Chapitre de Washington, D.C. - Groupe du Wisconsin |

De plus elle réunit de nombreux chapitres collégiaux, voir liste des chapitres Alpha Chi Sigma (en).

## Membres historiques
- Prix Nobel de chimie
  - Peter Debye ;
  - Glenn Theodore Seaborg ;
  - Linus Pauling ;
  - Vincent du Vigneaud ;
  - Willard F. Libby ;
  - Lars Onsager ;
  - Paul J. Flory ;
  - William N. Lipscomb ;
  - Herbert C. Brown ;
  - R. Bruce Merrifield ;
  - Elias J. Corey ;
  - Rudolph A. Marcus ;
  - Alan G. MacDiarmid ;
  - Richard F. Heck.

- Prix Nobel en physiologie et médecine
  - Edward Adelbert Doisy ;
  - Edward Lawrie Tatum ;
  - Robert W. Holley ;
  - George H. Hitchings ;
  - Paul C. Lauterbur.

- Prix Nobel de physique
  - Raymond Davis Jr..

- Prix Nobel de la paix
  - Linus Pauling.

- Médaille Priestley
  - Farrington Daniels ;
  - Roger Adams ;
  - James Bryant Conant ;
  - Joel Henry Hildebrand (en) ;
  - Darleane Hoffman (en) ;
  - Warren K. Lewis ;
  - M. Frederick Hawthorne.

- Autres
  - Gilbert N. Lewis ;
  - Frederick Gardner Cottrell ;
  - Arnold Orville Beckman ;
  - Wallace Carothers ;
  - Thomas Midgley Jr. ;
  - Mary L. Good ;
  - F. Albert Cotton.